# Безпальчев, Константин Александрович
Константи́н Алекса́ндрович Безпа́льчев (21 мая 1896 года, Херсон, Херсонская губерния, Российская империя — 10 декабря 1973 года, Рига, Латвийская ССР, СССР) — советский военачальник, контр-адмирал.

## Биография
Родился 21 мая 1896 года в семье потомственного дворянина, статского советника Александра Фёдоровича Безпальчева в Херсоне. Русский.
Учился в гимназиях в Минске, Каменец-Подольске, Ковно, Житомире и Петрозаводске. Окончил Морской корпус в Петрограде. 30 июля 1915 г. был произведён в офицеры.
С 1915 г. — на военно-морской службе.
В 1918—1920 гг. — командир канонерской лодки № 1 Онежской военной флотилии. Зимой 1918—1919 гг. принимал участие в создании флотилии, переоборудовании судов в военные корабли. В 1919 г. участвовал в боях за освобождение Б. Клименецкого острова, высадке десанта в Лижме, взятии острова Мег и Челмужей. В 1920 г. — командир канонерской лодки «Эльпидифор № 413» Усть-Днепровской флотилии.
Служил на Чёрное море.  09.1922— 10.1923 — командир эскадренного миноносца Лейтена́нт Шмидт, бывший Свирепый.
В 1926—1929 годах — командир эскадренного миноносца «Петровский», бывший Корфу.
После ареста С. М. Райцена обязанности начальника Севастопольского военно-морского училища береговой обороны ВМФ имени ЛКСМУ короткое время исполнял начальник штаба училища капитан 2-го ранга Безпальчев К. А. Он тоже был арестован и осужден.

В 1938 году арестован, в 1940 году освобождён.
... бывший царский офицер, потомственный дворянин... в период массовых репрессий в стране, в августе 1938 г., Безпальчев был арестован. Это произошло после десятилетней службы в Севастопольском училище береговой обороны, где он получал от командования только награды и благодарности. Причина ареста стала известна только много лет спустя. Безпальчева обвинили якобы за попытку увести дивизион катеров, которым он командовал в 1926 году, в Румынию. Обвинение было сфабриковано, и, по сути, абсурдно, поэтому вскоре рассыпалось. В апреле 1940 года Безпальчев был освобождён и восстановлен в кадрах ВМФ.
После освобождения назначен начальником цикла военно-морских дисциплин Военно-морского хозяйственного (Интендантского) училища. В 1943 году назначен начальником курса Высшего военно-морского училища имени М. В. Фрунзе.
С июня по ноябрь 1943 года — на Черноморском флоте в качестве флагманского руководителя морской практики курсантов военно-морских учебных заведений.
В 1944—1945 годах — начальник Горьковского военно-морского подготовительного училища. Член ВКП(б) с 1945 года.
В 1945—1951 годах — начальник Рижского Нахимовского военно-морского училища.
В 1951—1955 годах — начальник 2-го Балтийского высшего военно-морского училища подводного плавания.
С 1957 года — в отставке.
Умер 10 декабря 1973 года, похоронен на Серафимовском кладбище в Санкт-Петербурге.

## Семья
- Отец — Александр Федорович Безпальчев (1862—1941—43), потомственный дворянин, статский советник, гражданский инженер.
- Мать — Прасковья Владимировна Безпальчева (умерла в возрасте 48 лет), до замужества сельская учительница.
- Сестра — Софья Александровна Безпальчева.
- Жена  — Елена Тимофеевна Безпальчева.
- Старший сын — Александр Константинович Безпальчев (1918—1942), лейтенант, погиб в Великую Отечественную войну.
- Младший сын — Константин Константинович Безпальчев (1925—2024), службу закончил начальником вооружения и судоремонта Северного флота, контр-адмирал.
- Внук — Александр Константинович Безпальчев (р. 1947), капитан первого ранга.
- Внук — Владимир Константинович Безпальчев (р. 1956), капитан первого ранга.

## Награды
- Орден Ленина
- два ордена Красного Знамени
- Орден Отечественной войны I степени
- Орден Красной Звезды
- медали[4].
- Личное оружие от Всеукраинского ЦИК (1928)
- Почетная грамота Совета Министров Латвийской ССР (1951)
- Именной кортик от Главнокомандующего ВМС